# Municipio de Fairfield (condado de Cumberland)
El municipio de Fairfield (en inglés: Fairfield Township) es un municipio ubicado en el condado de Cumberland en el estado estadounidense de Nueva Jersey. En el año 2010 tenía una población de 6.295 habitantes y una densidad poblacional de 55,46 personas por km².

## Geografía
El municipio de Fairfield se encuentra ubicado en las coordenadas 39°23′16″N 75°13′7″O / 39.38778, -75.21861.

## Demografía
Según la Oficina del Censo en 2000 los ingresos medios por hogar en el municipio eran de $37,891 y los ingresos medios por familia eran $41,326. Los hombres tenían unos ingresos medios de $31,858 frente a los $23,931 para las mujeres. La renta per cápita para la localidad era de $17,547. Alrededor del 11.2% de la población estaba por debajo del umbral de pobreza.